# Rudolf Erich Raspe

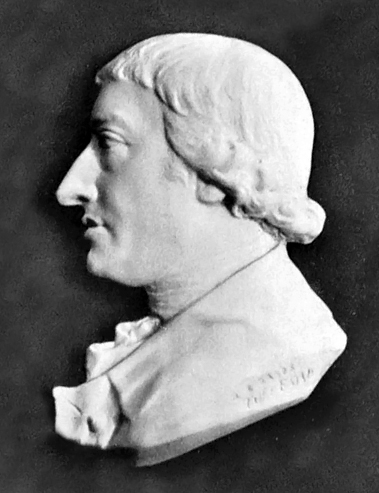
Rudolf Erich Raspe

Rudolf Erich Raspe oder Rudolph Erich Raspe (* März 1736 in Hannover, getauft am 28. März 1736 ebenda; † 16. November 1794 in Muckross bei Killarney, Grafschaft Kerry, Königreich Irland) war ein deutscher Bibliothekar, Schriftsteller, Übersetzer, Rezensent und Herausgeber, sowie insbesondere auf den Gebieten der Altertums-, Kunst- und Geschichtswissenschaft, Geologie und Mineralogie tätiger Universalgelehrter in der Zeit der Aufklärung. Bekannt wurde er ab 1785 vor allem mit seinen satirischen und damals durchaus politischen Münchhausen-Geschichten Baron Munchausen’s Narrative of his Marvellous Travels and Campaigns in Russia.

## Abstammung, Jugend und Studium
Rudolf Erich Raspe war der am 28. März 1736 geborene Sohn des sich auch als Mineralien- und Fossiliensammler betätigenden hannoveranischen Bergbaubeamten (Erster Buchhalter am Königlichen Berghandlungscomptoir) Christian Theophil(us) Raspe (* 1700, getauft am 12. September in Glaucha als Sohn des Schkeuditzer Bürgermeisters Theophil Raspe; † als Witwer am 10. März 1781), der am 5. Juli 1710 ins Waisenhaus der Franckeschen Stiftung in Halle aufgenommen worden war, und dessen aus preußischem Landadel stammender Gemahlin Louise oder Luise Catharina von Einem (* 20. Oktober 1715, Tochter des Sessener Bürgermeisters Viet Erich von Einem), die dieser am 16. Juni 1733 geheiratet hatte. Rudolf Erich Raspe hatte einen jung verstorbenen Bruder (Johann Christian, getauft am 31. Januar 1739, gestorben am 17. Mai 1741) sowie zwei Schwestern namens Dorothea Friederica (getauft am 11. Juli 1741; verheiratet mit Conrad Eberhard Wiedemann, Schwiegermutter von Louise Michaelis, der mit Rudolf Wiedemann verheirateten Schwester von Caroline Schelling, gestorben 1804) und Catharina Maria Sophia (getauft am 29. August 1734; gestorben 1802), von denen die letztere am 28. Mai 1765 Otto Johann Völger, Amtsvogt in Uetze heiratete. Mit seiner Familie verbrachte er seine Jugend in Clausthal und Goslar. In dieser Bergbauregion im Harz eignete er sich erste, später in England für ihn sehr nützliche Kenntnisse über das Bergwerkswesen an.
Nach dem Schulbesuch begann Raspe 1755 ein Jura-Studium in Göttingen, wurde zwischenzeitlich Privatlehrer eines jungen, reichen Preußen namens von Lüden und wechselte 1756 nach Leipzig, kehrte 1758/1759 nach Göttingen zurück und legte dort 1760 sein Examen ab. In Göttingen wurde er 1759 Bibliotheksschreiber.

## Jahre in Hannover
An der königlichen Bibliothek in Hannover arbeitete Raspe ab 1761 als Schreiber (dritter Bibliotheksschreiber) und wurde ein Jahr später  in demselben Institut Bibliothekssekretär. Das verheerende Erdbeben von Lissabon (1755), das bis zu 100 000 Tote forderte, veranlasste Raspe zur Wiederentdeckung der in Vergessenheit geratenen Schrift Lectures and Discourses of Earthquakes (1668, herausgegeben postum 1705) des englischen Physikers und Naturforschers Robert Hooke und zur Verfassung seiner auf Latein niedergeschriebenen ersten Abhandlung zu geologischen Themen, die 1763 unter dem Titel Specimen historiae naturalis globi terraquei (Einführung in die Naturgeschichte des Erdballs) erschien. Darin stimmte er im Wesentlichen Hookes Ansichten zu, die er durch Fossilienfunde erhärtete, führte vor historisch fassbarer Zeit neu entstandene Inseln und Berge an sowie eine Reihe von Hypothesen zu ihrer Entstehung und widmete das Buch der Londoner Royal Society.
Während seiner Tätigkeit an der Bibliothek in Hannover entdeckte Raspe unbekannte Schriften von Gottfried Wilhelm Leibniz, die er 1765 als Oeuvres philosophiques … du feu Mr. de Leibnitz publizierte. Damit leitete er eine Renaissance des großen deutschen Philosophen ein. Er vermittelte deutschen Lesern auch zwei Beispiele englischer Literatur. Erstens besprach er 1763 in einem Essay die vom schottischen Schriftsteller James Macpherson „entdeckten“, angeblich antiken Gedichte eines gälischen Poeten Ossian – die Macpherson allerdings frei erfunden hatte –, und zweitens 1766 echte alte Balladen, die der englische Dichter und Bischof Thomas Percy ein Jahr zuvor als Reliques of Ancient English Poetry veröffentlicht hatte. 1764 versuchte sich Raspe mit dem umfangreichen Gedicht Frühlingsgedanken auf die Hochzeit seiner Schwester auch selbst als Dichter. Zwei Jahre später gelang ihm auf diesem Gebiet eine bedeutendere Leistung mit seiner allegorischen, ein mittelalterliches Thema aufgreifenden, 89-strophigen Ritter-Romanze Hermin und Gunilde, die Heinrich Christian Boie als erste Romanze der Deutschen bezeichnete und die den deutschen Dichter Gottfried August Bürger 1774 zur Abfassung der Ballade Lenore veranlasste.
Raspe war ca. 1766 Mitglied der Freimaurerloge Friedrich in Hannover geworden und wurde 1766 Secretarius perpetuus der Loge Zum weißen Pferde ebendort. Unter dem Namen a Papilione war er Mitglied der Strikten Observanz; er war mit Johann Joachim Christoph Bode bekannt. 1779 und 1782 bemühte er sich bei der Loge in Hannover um eine ehrenhafte „Deckung“, wurde aber unehrenhaft entlassen („civiliter mortuus“).
Für den von Raspe geführten aufwendigen Lebensstil reichte sein Bibliothekssalär nicht aus, so dass er ständig in Geldverlegenheit war. Da erhielt er die Patronage des später zum Reichsgrafen aufgestiegenen Johann Ludwig von Wallmoden-Gimborn, dessen Sammlung antiker Plastiken er 1767 katalogisierte und in dessen Kreis er Bekanntschaft mit bedeutenden Politikern und Gelehrten wie Benjamin Franklin schloss. Er unterhielt auch Kontakte etwa zu Johann Joachim Winckelmann und Johann Gottfried Herder.

## Museumskurator und Professor in Kassel
Der Kunstsammler Wallmoden-Gimborn verschaffte Raspe 1767 einen Posten als Kurator am „Kunsthaus“ (im Ottoneum) in Kassel. Hier wurde er im selben Jahr auch Professor für Altertumswissenschaften am Collegium Carolinum. Raspe organisierte die landgräfliche Sammlung von „Altertümern“, welche vor allem aus mathematischen und physikalischen sowie chirurgischen Instrumenten, Mineralien, Skulpturen und Bildhauerarbeiten, präparierten Tieren und Menschen, Waffen, Musikinstrumenten und Münzen bestand, vorbildlich, ließ ein Besucherbuch anlegen und katalogisierte in einem zwölfbändigen Katalog die ca. 14.000 Objekte umfassende Münzen- und Medaillensammlung des hessischen Landgrafen Friedrich II von Hessen-Kassel. In einen immer tieferen Schuldenstrudel geraten, vergriff er sich jedoch gerade an diesen ihm anvertrauten Münzen. Für die landgräfliche Bibliothek erstand Raspe in den folgenden Jahren aber gleichwohl außerordentlich wertvolle mittelalterliche Manuskripte (u. a. das Hardehäuser Evangeliar) und legte eine umfangreiche Quellensammlung zur mittelalterlichen Geschichte an. Auch mit seinem Entwurf für ein „gothisches oder alt-Teutsches Antiquitaeten-Cabinett“ (1767) gilt er, gemeinsam mit Johann Christoph Gatterer, als Pionier einer Neubewertung des bislang gering geschätzten Mittelalters. Zugleich findet sich hier erstmals die Idee eines kulturhistorischen Museums artikuliert.
Bei einem Aufenthalt in Berlin ging Raspe am 9. April 1771 die Ehe mit Elisabeth Lange, der Tochter eines in Berlin tätigen Chirurgen, ein. Ihre Mitgift konnte aber nur einen Teil seiner Schulden abdecken. Das Paar bekam einen Sohn Friederich und eine Tochter Philippine Caroline, ließ sich aber nach 1782 wieder scheiden.
Auf den Gebieten der Geologie und Erdgeschichte trieb Raspe weitere Forschungen voran. 1769 veröffentlichte er im 59. Band der Philosophical Transactions eine Abhandlung, in der er für die Existenz von in vorgeschichtlicher Zeit die nördlichen Erdregionen bewohnenden Elefanten, den Mammuts, eintrat. Diese Schrift sicherte Raspe die Aufnahme in die britische Royal Society. Er veröffentlichte in den nächsten beiden Jahren noch zwei weitere Beiträge in den Philosophical Transactions und meinte unter anderem, dass der hessische Basalt auf vulkanische Aktivitäten zurückzuführen sei, eine Theorie, die in Deutschland zunächst von dem Erfolg der Neptunisten unter Abraham Gottlob Werner überschattet wurde (Basaltstreit), dann aber Anerkennung fand. Auf dem Weg nach Italien traf Raspe in Gotha den Schauspieler Johann Christian Brandes. 1769 übersetzte er ein Werk des italienischen Schriftstellers Francesco Algarotti als Versuche ueber die Architectur, Mahlerey und musicalische Opera ins Deutsche. Er gab 1772 auch eine am Vorbild englischer Zeitschriften orientierte Wochenzeitschrift heraus, den Casselschen Zuschauer, in dem er etwa zur Opernreform, aber auch zu strafrechtlichen Problemen der Hochstapelei Stellung nahm. Daneben rezensierte er in zahlreichen wissenschaftlichen Zeitschriften zu Themen der Kunst, Archäologie, Musik und Literatur.
Nachdem Raspe im September 1774 nach Berlin gereist war, wurden seine Diebstähle bei der Verwaltung des Münzkabinetts entdeckt. Der daraufhin erfolgten Rückkehraufforderung nach Kassel leistete er zögernd erst Anfang Februar 1775 Folge, wurde sofort mit seinen Verfehlungen konfrontiert und konnte nur knapp der Verhaftung entkommen. Er floh am 15. März 1775 aus Kassel über Clausthal, wo er sich in einer Posthalterei aufhielt, wo er festgehalten wurde, aber fliehen konnte, zuerst nach Holland und schiffte im August 1775 nach England über. Dort lebte er zunächst in London, wo er am 27. September 1775 auch mit Georg Christoph Lichtenberg zusammentraf. Laut dem zur Fahndung am 17. März 1775 ausgeschriebenen Steckbrief war er ein rothaariger Mann mittlerer Größe und sollte Münzen im Wert von über 3000 Talern unterschlagen haben. Seither galt er als notorischer Schwindler. Im Dezember 1775 erfolgte sein Ausschluss aus der Royal Society. (Später wurde er in die 1786 gegründete Societät für Bergbaukunde aufgenommen, in der er 1789 als außerordentliches Mitglied geführt wurde.)

## Leben in Großbritannien
Raspe blieb bis an sein Lebensende auf den Britischen Inseln. Zur Bestreitung seines Lebensunterhalts betätigte er sich anfangs als Übersetzer geologischer Abhandlungen. So übertrug er 1776 ein eigenes, zwei Jahre zuvor auf Deutsch erschienenes Werk als Account of some German volcanoes and their productions … ins Englische. Umgekehrt half er dem deutschen Naturforscher Georg Forster, den er zusammen mit dessen Vater Johann Reinhold Forster in der britischen Hauptstadt London getroffen hatte, seine Reisebeschreibung A Voyage round the World (1777) ins Deutsche zu übersetzen.
1779 unternahm der von einigen einflussreichen Freunden unterstützte Raspe eine Reise durch seine neue Heimat. Mit der Auffindung des in der Universitätsbibliothek von Cambridge aufbewahrten Manuskripts De arte pingendi des mittelalterlichen deutschen Mönchs Theophilus Presbyter gelang ihm eine für die Geschichte der Ölmalerei bedeutsame Entdeckung. Denn mit Hilfe dieser Handschrift konnte er die Theorie erhärten, dass die Ölmalerei schon vor den flämischen Malern und (vermeintlichen) Brüdern Hubert und Jan van Eyck erfunden worden war. Der englische Schriftsteller und Kunstsammler Horace Walpole hatte diese Ansicht bereits 1762 geäußert und sah sich nun durch den Fund des deutschen Exilanten bestätigt. Ein Schneider hatte Raspe damals wegen dessen Schulden verhaften lassen. Walpole bezahlte eine Freilassungskaution und half auch finanziell mit, dass Raspe 1781 seinen Critical Essay on the Origins of Oil Painting in Druck geben konnte, ebenso die Theophilus-Handschrift und ein weiteres von ihm in der Bibliothek zu Cambridge entdecktes Manuskript, Heraclius de coloribus et artibus Romanorum.
1781 verfasste der Aufklärer mäßig gelungene englische Übersetzungen von Werken der deutschen Literatur, insbesondere die Erstübersetzung des Dramas Nathan der Weise von Gotthold Ephraim Lessing, ohne dass ihm damit jedoch größerer Erfolg beschieden war. So musste er weiterhin ein relativ kärgliches Leben fristen.
Der Industrielle Matthew Boulton, der gemeinsam mit James Watt ein Unternehmen leitete, beauftragte Raspe, in Cornwall gelegene Minen zu erschließen. Seit 1782 bei Boulton beschäftigt, lebte Raspe einige Jahre in Redruth, erhielt ein eigenes Labor und stieg als Prospektor 1784 zum „master of assay“ auf.
Ende 1785 veröffentlichte er (bezeugt von dem mit Raspe befreundeten Minenbesitzer und Geologen John Hawkins in einem Brief an den Geologiehistoriker Charles Lyell) die erste Auflage von ins Englische übersetzten, angeblich vom Freiherrn Karl Friedrich Hieronymus von Münchhausen erzählten aufschneiderischen „Lügengeschichten“ und schuf damit den Ausgangspunkt für eines der meistgelesenen Kinder- und Volksbücher (s. u.). Mit diesem Werk sollte er (postum) auch seinen nachhaltigsten Ruhm begründen.
Anfang 1787 denunzierte Raspe Freiherrn vom Stein mit einem Schreiben, das er an viele Persönlichkeiten der Londoner Gesellschaft richtete. Stein befand sich von Ende 1786 bis Mitte 1787 in England, um die dortige Bergwerkstechnik und Eisenproduktion zu studieren und von Boulton Dampfmaschinen für preußische Staatssalinen zu kaufen. Raspe warnte vor Steins Aktivitäten und empfahl, ihn nach Deutschland abzuschieben. Diese Empfehlung wurde zwar nicht befolgt, blieb aber nicht folgenlos. Danach wurden Steins Kontakte zu Boulton und Watt, seine Besichtigungswünsche der Bergwerke und Eisenproduktion des großen Eisenindustriellen John Wilkinson sowie seine Kaufverhandlungen soweit erschwert, dass Stein schließlich ohne Erfolg wieder nach Deutschland zurückkehren musste.
In London hatte der schottische Medaillenfabrikant James Tassie 1784 ein heute in der National Portrait Gallery in Edinburgh aufbewahrtes Medaillenbildnis von Raspe anfertigen lassen. 1790 begann Raspe, die Kunstsammlungen des Schotten systematisch zu erfassen und gab 1791 einen zweibändigen, auf Englisch und Französisch verfassten Katalog heraus, der fast 16 000 Gemmen und Kameen – die Tassie nach geliehenen Originalen in Glaspaste reproduziert hatte – beschrieb. Seine Einleitung zu diesem Katalog führte den Leser in die Geschichte der Steinschneidekunst ein. Tassie beteiligte ihn auch an seiner Manufaktur.
Unter anderem erfand Raspe die Härtung von Stahl durch Wolfram. 1790/91 suchte er im Auftrag der Highland Society in Nordschottland nach Bodenschätzen. Er behauptete, auf Anzeichen großen Mineralienreichtums gestoßen zu sein und verleitete einen lokalen Magnaten, Sir John Sinclair von Ulbster, viel Geld in diesbezügliche Voruntersuchungen zu stecken, verschwand aber, bevor das Projekt Früchte tragen konnte. Er wurde verdächtigt, Moore mit kornischen Erzen versetzt zu haben, um reiche Bodenschatzvorkommen vorzutäuschen. 1792/93 forschte er zeitweise auch in Cornwall und Wales nach ökonomisch rentablen Mineralien. Im Jahr 1793 heiratete er noch einmal. Ende 1793 ging er nach Irland. Zuletzt beriet er den Eigentümer des Landgutes „Muckross“ im Südwesten Irlands, Henry Arthur Herbert (1756–1821), bei der Entwicklung der dort befindlichen Kupferminen. Dabei erkrankte Raspe  und starb zwischen dem 16. und 18. November 1794 am Fleckfieber. Er wurde am 19. November nahe Killarney auf dem protestantischen Friedhof „Killeaghy“ (Killegy Graveyard) in einem anonymen Grab bestattet.
Im Britischen Königreich wurde Raspe schon früh insbesondere aufgrund seiner literarischen Leistungen gewürdigt. In seiner deutschen Heimat wurde er hingegen lange Zeit moralisch abqualifiziert und erst seit kurzem haben seine Verdienste auf den Gebieten der Geologie, Kunst und Literatur eine gerechtere Beurteilung erfahren.

## Münchhausen-Buch

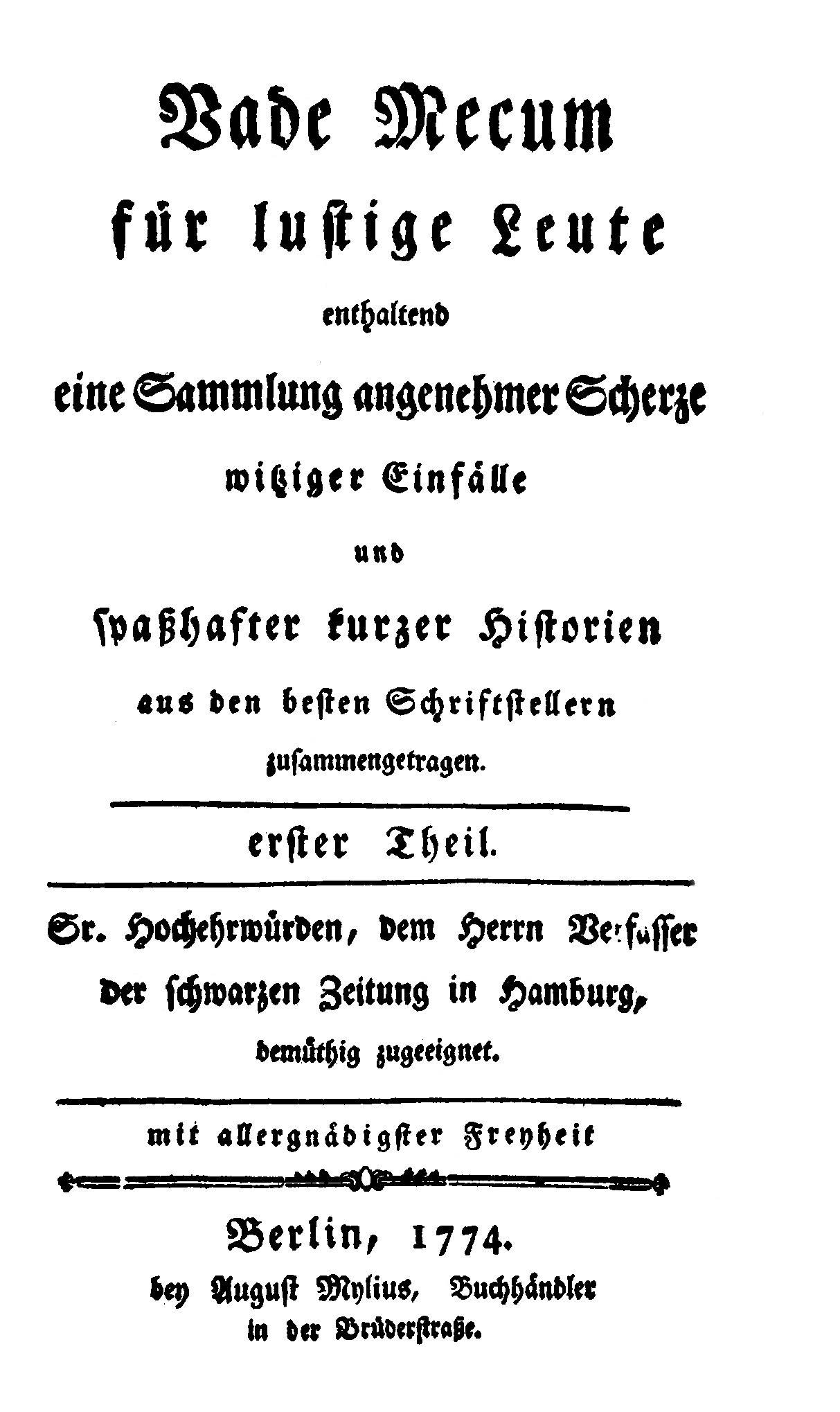

Baron Münchhausen, genannt Lügenbaron, pflegte auf seinem Schloss in Bodenwerder zur Unterhaltung eines geselligen Freundeskreises glänzend erzählte, mit starken Aufschneidereien garnierte Jagd- und Kriegsabenteuer zum Besten zu geben. Zu seinen Zuhörern gehörte vielleicht auch Raspe. Ein anonymer Autor veröffentlichte 1781 sechzehn und 1783 weitere zwei kurze, lustige, als M-h-s-nsche Geschichten bezeichnete Schnurren im 8. und 9. Teil der deutschen Anekdotenzeitschrift Vade Mecum für lustige Leute, die von Friedrich Nicolai pseudonym herausgegeben und bei August Mylius in Berlin verlegt wurde. Vielfach wurde dieser anonyme Autor – aber ohne sicheren Beweis – mit Raspe identifiziert, der übrigens gut mit Friedrich Nicolai befreundet war. Jedenfalls übersetzte Raspe Ende 1785 siebzehn der M-h-s-nsche Geschichten des Vade Mecum ins Englische. Dabei ordnete er ihre Reihenfolge so um, dass die zuvor zusammenhanglosen Anekdoten besser zusammenpassten und die Form eines Reiseberichtes erhielten. Er ließ sie hier erstmals von der literarischen Gestalt des „Baron Munchausen“ erzählt werden. So schuf er ein nur 56-seitiges Buch und gab es anonym als Baron Munchausen’s Narrative of his Marvellous Travels and Campaigns in Russia heraus. Der unverblümt als Urheber der Geschichten namhaft gemachte Freiherr war aber über die Veröffentlichung dieses Buches zutiefst verärgert, brachte es ihm doch den zweifelhaften Ruhm eines Meisteraufschneiders und „Lügenbarons“ ein.
In rascher Folge erschienen weitere Auflagen, ab deren dritter (Mai 1786) der ursprüngliche Bestand des Buches ständig um das Inselpublikum interessierende Stoffe, insbesondere Seeabenteuer, erweitert wurde. Für diesen Zweck wurden Anekdoten aus den Wahren Geschichten (Vera historia) des antiken griechischen Schriftstellers Lukian von Samosata eingearbeitet, weiters Anspielungen auf die damaligen Ballonfahrten von Jean-Pierre Blanchard und der Gebrüder Montgolfier, außerdem zeitgenössische Reise- und Abenteuerliteratur verwertet, z. B. A History of the Siege of Gibraltar (1783) von Colonel John Drinkwater Bethune, A Voyage towards the North Pole (1774) von Constantine Phipps, 2. Baron Mulgrave, Tour through Sicily and Malta (1773) von Patrick Brydone sowie die Aufschneidereien in den Mémoires sur les Turcs et le Tartares (1785) des François Baron de Tott. Die dritte Ausgabe nannte sich denn in Anlehnung an Gullivers Reisen auch Gulliver revived – containing singular travels, campaigns, voyages and sporting adventures of Baron Munchausen. 1787 gab Raspe bereits die fünfte Ausgabe heraus. Später erschienen weitere Auflagen.
Gottfried August Bürger schuf bereits Ende 1786 eine sehr freie und mit starken Erweiterungen versehene (Rück-)Übersetzung der dritten englischen Auflage von Raspes Münchhausen-Buch ins Deutsche. Sie erschien ebenfalls anonym unter dem Titel Wunderbare Reisen zu Wasser und zu Lande, Feldzüge und lustige Abentheuer des Freyherrn von Münchhausen. Eine zweite vermehrte Auflage ließ Bürger 1788 auf Basis der fünften englischen Ausgabe folgen. Münchhausen wurde in Deutschland ein Volksbuch, erfreute sich aber auch im englischen Sprachraum durch die dortigen Ausgaben großer Beliebtheit. Der Stoff fand Eingang in die Weltliteratur und die Abenteuer des Lügenbarons wurden bis heute mehrfach verfilmt.
Zeitlebens gab sich Raspe nie als Verfasser seines Münchhausen-Buches zu erkennen. Außerdem gab Bürger London als angeblichen Druckort seiner Ausgabe an, während sie in Wahrheit in Göttingen verlegt wurde. Dies waren zwei der Gründe, warum lange Zeit Bürger für den Verfasser des Münchhausen-Stoffes gehalten wurde. 1824 stellte zwar Karl Reinhard, Bürgers enger Freund und Biograph, im Berliner Gesellschafter den wahren Sachverhalt dar und machte Raspe als Erstautor namhaft, doch dauerte es noch Jahrzehnte, bis diese richtige Erkenntnis in der Literaturwissenschaft allgemein akzeptiert war. 2015 erschien erstmals eine vollständige deutsche Ausgabe von Raspes Münchhausen-Abenteuern.

## Weitere Ausgaben des Münchhausen–Buchs
- Rudolf Erich Raspe: Münchhausens Abenteuer. Die fantastischen Erzählungen vollständig aus dem Englischen übersetzt. Übersetzt, herausgegeben und kommentiert von Stefan Howald und Bernhard Wiebel, Stroemfeld, Frankfurt am Main 2015, ISBN 978-3-86600-243-2.